# Limonia distivena
Limonia distivena är en tvåvingeart som beskrevs av Alexander 1935. Limonia distivena ingår i släktet Limonia och familjen småharkrankar. Inga underarter finns listade i Catalogue of Life.